# 洋中郡
洋中郡，中国南北朝时设置的郡。
西魏废帝二年（553年）设置洋中郡，治所不详，约在今西乡县一带。与洋川郡、丰宁郡、怀昌郡同属于洋州。北周天和五年（570年），废除怀昌郡。隋文帝开皇三年（583年）废洋川郡、丰宁郡、洋中郡，属县直辖于洋州。